# Kuru (Iisaku)
Kuru – wieś w Estonii, w prowincji Virumaa Wschodnia, w gminie Iisaku.